# Ahmed Shukeiri
Ahmad Shukeiri (en árabe: أحمد الشقيري, Líbano, 1 de enero de 1908 - Amán, 26 de febrero de 1980), político libanés, primer presidente de la Organización para la Liberación de Palestina desde su fundación en 1964 hasta 1967. 
Nacido en Líbano de padre palestino y de madre turca,, Sheikh As'ad Shukeiri, fue miembro del parlamento turco como representante de Acre entre 1908 y 1912 .Shukeiri cursó sus estudios de abogado en Jerusalén. Entre 1949 y 1951 fue miembro de la delegación de Siria en la ONU, siendo más tarde, entre 1950 y 1956, secretario general de la Liga Árabe y embajador de Arabia Saudita en la ONU (1957-1962). En 1964 fue elegido como primer presidente de la OLP en El Cairo durante un encuentro de líderes árabes.
Del 28 de mayo al 2 de junio de 1964 Shukeiri y 388 demás delegados se reunieron en Jerusalén Este en el primer Consejo Nacional Palestino. Una resolución del consejo resolvió que, la OLP, y no los estados de la Liga Árabe serían los representantes del pueblo palestino. Pues durante su tiempo como presidente de la OLP Shukeiri no llegó a tomar control sobre la OLP y su ala militar el ELP, y la mayoría de las decisiones importantes de hecho eran tomadas por el presidente de Egipto, Gamal Abdel Nasser, el Rey de Jordania, Hussein I, o los otros líderes árabes.
En diciembre de 1967, como respuesta por la derrota árabe en la Guerra de los Seis Días en junio de aquel año, Dr. Shukeiri dejó su puesto por Yahya Hammuda. Esto provocó que la generación de los fedayín, los líderes guerrilleros como Yasser Arafat y George Habash se hicieran con el control de la OLP. En 1968 con la batalla de Karameh, Jordania comenzó a apoyar a Arafat al puesto de presidente de la OLP como líder de los palestinos, lo que ocurrió en febrero de 1969. Durante los 70, cuando Arafat declaró el Programa de los Diez Puntos, Shukeiri se opuso, y llamó a una campaña militar contra Israel hasta que toda Palestina fuera libre.
Shukeiri murió en 1980 por causas naturales.
- Datos: Q977935
- Multimedia: Ahmad Shukeiri / Q977935